# بنین پواسنو
 بنین پواسنو  (به فرانسوی: Bénigne Poissenot) نویسنده قرن شانزدهم میلادی اهل فرانسه است.